# Bodenmais
Bodenmais ist ein Markt im niederbayerischen Landkreis Regen und Heilklimatischer Kurort. Er ist unter anderem bekannt durch sein Bergwerk und den Silberberg.

## Name
Anders als der heutige Name es vermuten lässt, kommt der Ortsname nicht von am Boden angepflanzten Mais, das erst nach Kolumbus erster Amerikareise 1492 nach Europa gelangte: 1301 wird erstmals der dem heutigen Namen ähnlich klingende Name Pobenmaizz erwähnt. Poben ist die slawische Abwandlung des Eigennamens Popo, oder Bobo. Vermutlich kamen slawische Einwanderer vor 800 in die Region und rodeten den Boden. Meizen ist die mittelhochdeutsche Form für '[Holz] schlagen, roden'. Damit weist der Ortsname auf die Rodung unter der Führung von Popo hin.

## Geographie

### Geographische Lage
Der gleichnamige Hauptort liegt tief im Bayerischen Wald, südwestlich am Fuß des Großen Arbers, des höchsten Bergs in Bayern außerhalb der Alpen.

### Gemeindegliederung
Es gibt 19 Gemeindeteile (in Klammern ist der Siedlungstyp angegeben):
- Bergwinkl (Einöde)
- Bodenmais (Hauptort)
- Böhmhof (Weiler)
- Glashütte (Weiler)
- Harlachberg (Einöde)
- Karlhammer (Weiler)
- Klause (Weiler)
- Kohlplatz (Weiler)
- Kothinghammer (Einöde)
- Kreuzseign (Einöde)
- Mais (Dorf)
- Miesleuthen (Dorf)
- Mooshof (Weiler)
- Oberlohwies (Einöde)
- Silberberg (Dorf)
- Sternhammer (Einöde)
- Unterlohwies (Dorf)
- Untersteinhaus (Weiler)
- Waid (Weiler)

## Geschichte

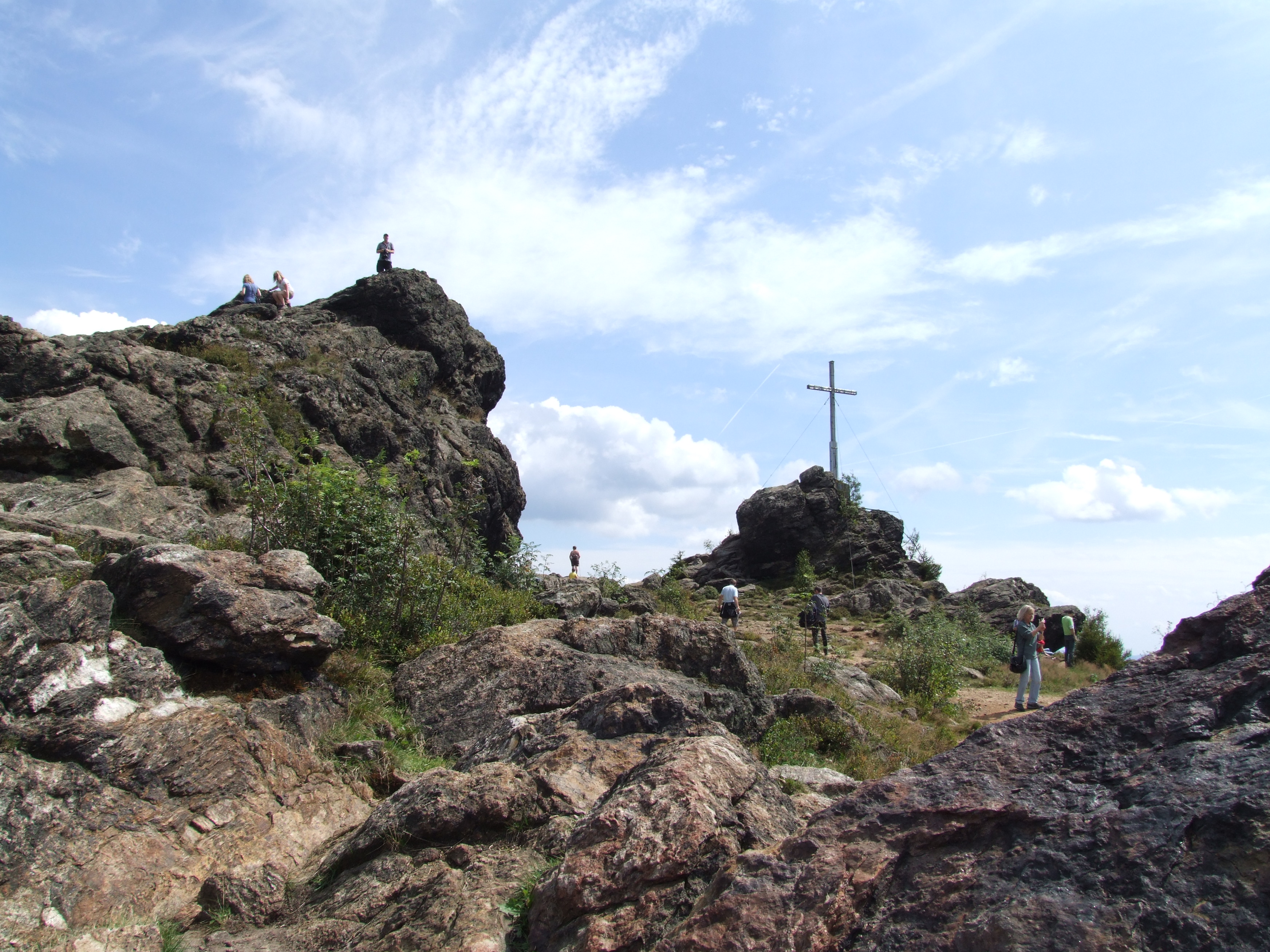
Doppelgipfel des Silberbergs

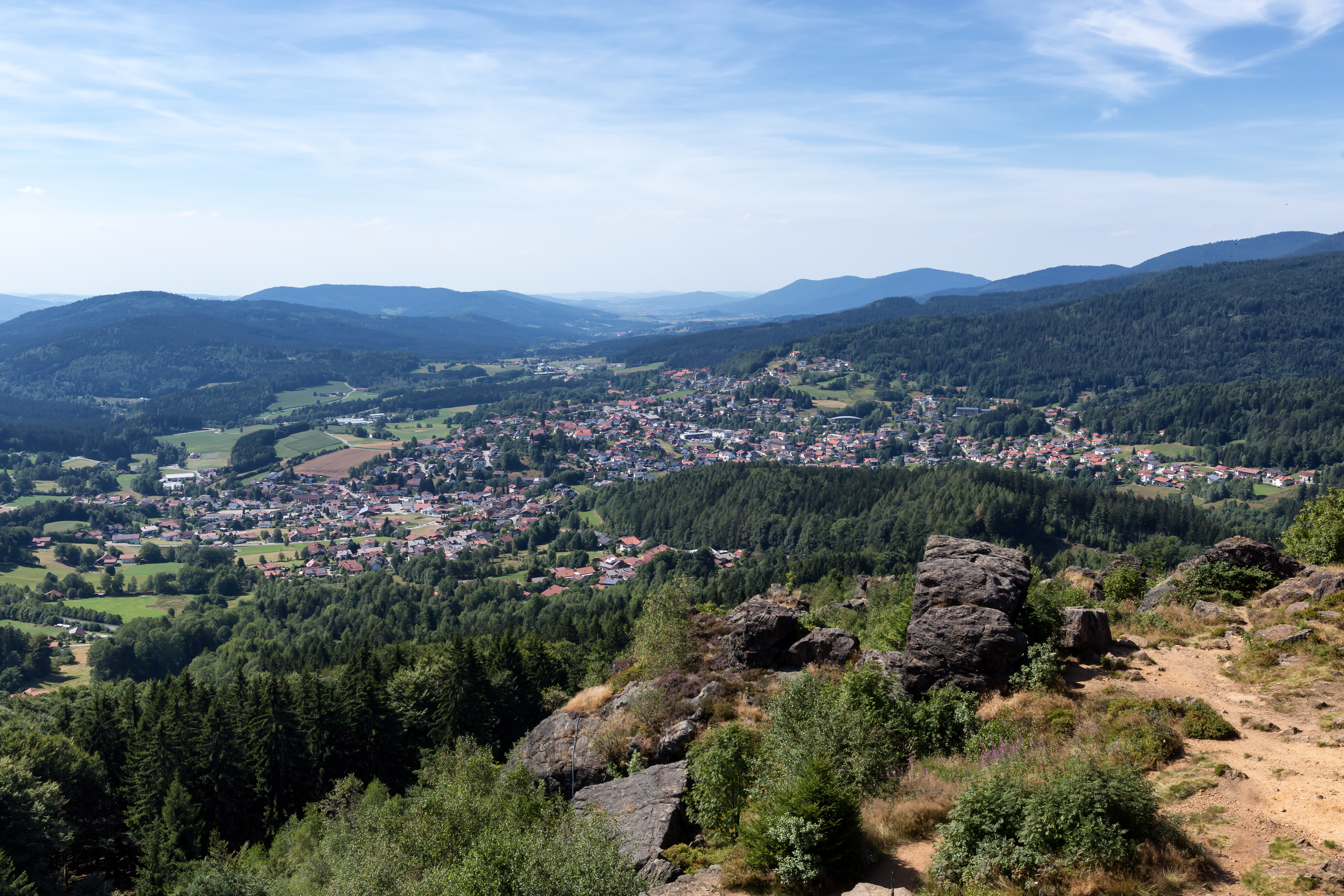
Blick vom Silberberg auf Bodenmais

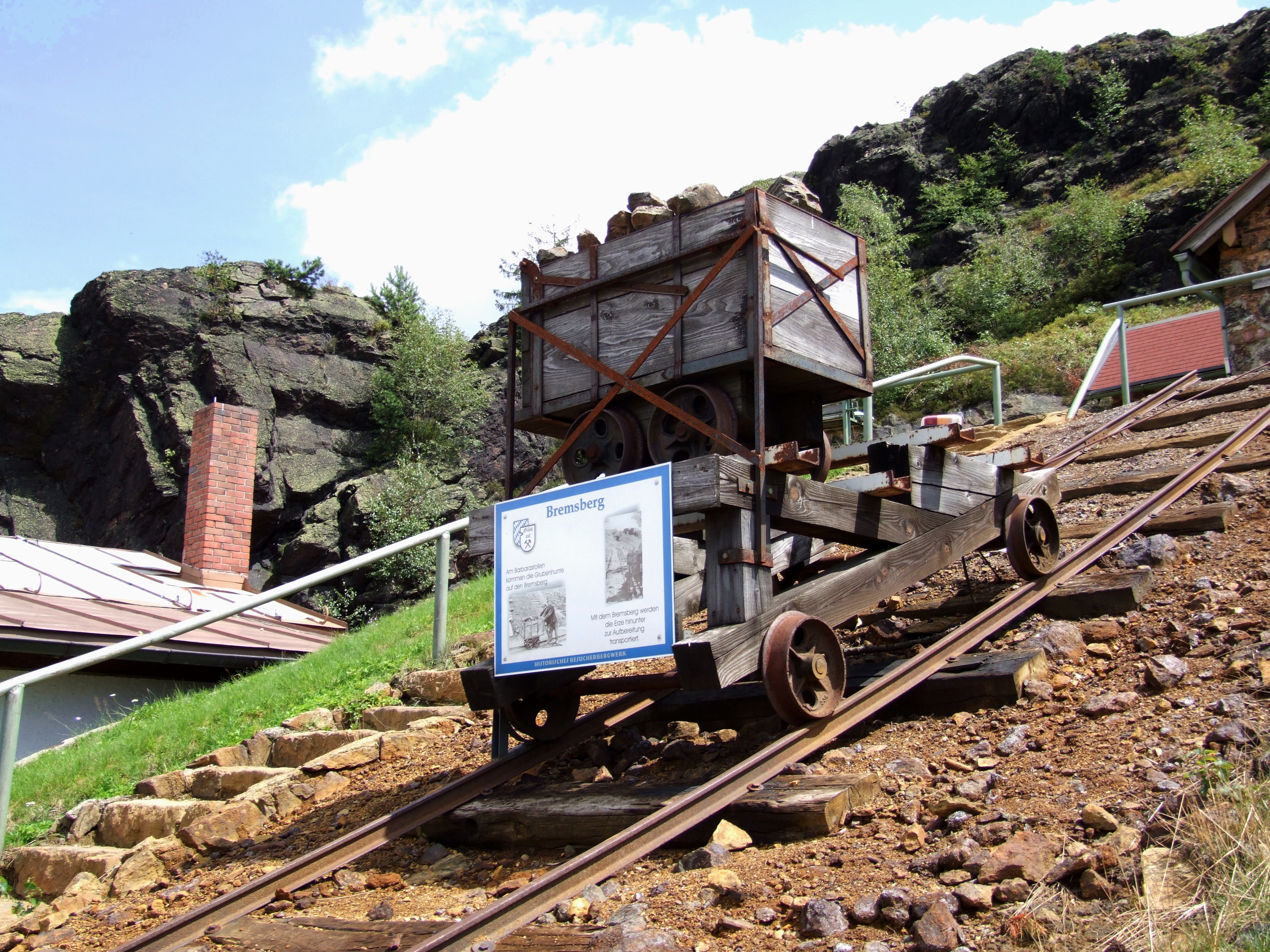
Lore auf einem Bremsberg am Silberberg

### Vorgeschichte
Bereits etwa 450 v. Chr. könnte das Gemeindegebiet von Bodenmais bewohnt gewesen sein. Dies legen Funde vom Riederinfelsen nahe. Die dort gefundenen Keltenschalen aus der späten Hallstattzeit, weisen mit ihrer Größe und Bedeutung auf eine größere Siedlung hin. Das heutige Bodenmais, genau genommen der heutige Marktplatz, scheinen daher plausibel, da es auf halbem Wege zu den Rießloch Wasserfällen liegt, welche ebenso keltische Rituale aus der frühen Latènezeit aufweisen.

### Bis zum 18. Jahrhundert
Der Bayerische Wald, inmitten des größten zusammenhängenden Waldgebietes Deutschlands liegend, fand in den Geschichtsbüchern schon früh Erwähnung. Gerodet wurde das Gebiet zuerst von Mönchen, dann von einigen wenigen Siedlern, die sich in dem Urwaldgebiet niederließen.
Ein Erdstall (Schratzlloch) unweit des Riesbachs konnte mit der C-Datierung auf das Jahr 900 datiert werden. Eine dauerhafte Besiedlung konnte bislang noch nicht belegt werden, gilt aber als wahrscheinlich.
Der erste urkundliche Bericht über Bodenmais befindet sich im Urbar der bayerischen Herzöge um das Jahr 1300, in dem vom „item das Goldwerch ze Pabenmaiz“ berichtet wird. Um die Mitte des 15. Jahrhunderts wurde in den Gruben bei Bodenmais, genannt „des Allmächtigen Gottes Gabe“, nach Silber gegraben, um 1485 erhielt der Ort vom bayerischen Herzog Albrecht IV. besondere Privilegien, durch den großen Freiheitsbrief von 1522 wurde der Ort zur „vollkommen gefreiten Bergstadt“ erhoben.
Nachdem die Gewinnung von Edelmetallen zurückgegangen war, stellte sich das Bergwerk 1542 auf die Erzeugung von Vitriol um, das damals zum Färben von Textilien Verwendung fand. Mit der Umwandlung in eine Hofmark 1580 erloschen die Rechte der freien Bergstadt. Im frühen 17. Jhd. drohte Bodenmais sich in die Bedeutungslosigkeit zu verabschieden, als die Gemeindegebiete sich an andere Gemeinden angliedern wollten (Größtenteils an Böbrach). Bis auf Maisried, welches noch heute zu Böbrach gehört, haben alle Gemeinden vor Gericht verloren. Eine Besonderheit stellte der Weiler Kohlplatz dar, welcher von den Einheimischen Trosloch genannt wird, da dieser genau an der Grenze zu den Bistümern Regensburg im Nordwesten und Passau im Südosten liegt. Man fürchtete kirchenrechtliche Konsequenzen und gewährte dem Weiler darum Sonderrechte, wie das steuerfreie Brennen von Alkohol, sowie Prostitution unter mildernden Auflagen. Das Kerngebiet um den Marktplatz galt als verarmte Gegend, in der nur Bergarbeiter und Tagelöhner lebten. Ab 1602 waren diese sogar teilweise von der Steuerpflicht befreit. Wären die wirtschaftlich starken Randbezirke ausgegliedert worden, hätte es Bodenmais selbst nicht aus eigenem Antrieb geschafft zu überleben. Wie ernst die Lage war, zeigt ein Erlass aus den 1630er Jahren. Dieser gab der Gemeinde die Befugnis, zwei verarmten Menschen die Eheschließung zu verwehren.
Am 16. Juni 1705 kam es zum sogenannten Translationswunder, als das Gnadenbild von Böbrach nach Bodenmais gebracht wurde. Es ist das einzige von der katholischen Kirche anerkannte Wunder im bayrischen Wald. Noch heute wird an diesen Tag erinnert, mit unter anderem einer Prozession und dem Bennofest (Bennotag 16. Juni).
Ab 1760 geriet der Absatz von Vitriol ins Stocken.
Besonders prägend war die Zeit der napoleonischen Kriege, in denen französische Soldaten in der Gemeinde stationiert waren. Noch heute zeugen viele Wörter im heimischen Dialekt von dieser Zeit, sowie viele Geschichten, die meist mit den Worten: „Als der Franzos(e) noch hier war“ beginnen. (Der Soldat, der im Krieg ein Kind ermordet / Die Deserteure vor Russland etc.) Unter anderem ist auch das Kartenspiel Watten ein Überbleibsel aus dieser Zeit.

### 19. und 20. Jahrhundert
Durch ein neues Verfahren, Potée (Polierrot) zu erzeugen, das zum Schleifen der Gläser und Polieren der Spiegel Verwendung fand, hatte das Werk in den Jahren 1870 bis 1914 seine größte Blütezeit. Bodenmaiser Potée ging in die ganze Welt. Aber durch die Entwicklung neuer chemischer Herstellungsverfahren war man bald nicht mehr konkurrenzfähig. Die letzte Schicht wurde am 27. Mai 1962 gefahren.
1871 kam es im Bodenmais zum Aufstand der Holzarbeiterschaft, die mit dem Anschluss ans Deutsche Reich fürchtete, dass Wohnhäuser auch in Bayern zur Gänze aus Stein gebaut werden könnten. Zuvor bestanden Häuser ganz aus Holz, bzw. nur ein kleiner Teil, das Erdgeschoss aus Stein. Man fürchtete harte wirtschaftliche Einbußen und protestierte lautstark. Weil in dieser Zeit keine Bäume geschlagen wurden, kam es auch zum Aufstand der Kultivierer, welche die abgeschlagenen Flächen benötigten. Hier wollte es der Zufall, dass ausgerechnet der Sohn des Bürgermeisters gelernter Kultivierer war und auch ihm die Armut drohte. Darum kam dem Bürgermeister die Idee, auf dem Marktplatz das Bömingeranwesen zu errichten, welches aus Stein hochgezogen wurde. Für die Optik, laut anderem Bericht für den Regenschutz, ließ der Ortsvorsteher eine Holzfassade anbringen. Die Schweiklmethode (benannt nach Franz Joseph Schweikl, erster Bürgermeister) hat heute noch Tradition und konnte der Holzindustrie Zeit geben, sich den zeitlichen Begebenheiten anzupassen. Heute werden vor allem Zahnstocher aus Bodenmais in die Welt verkauft.
Nachdem sich ab dem 15. Jahrhundert Glashütten im Bodenmaiser Raum angesiedelt hatten, wurde Bodenmais nach 1945 innerhalb von 30 Jahren zum Glasveredlungszentrum und bietet die größte Bleikristallauswahl Deutschlands. Da sich dort, abseits der großen Verkehrsverbindungen, keine Industrie, außer der Glasindustrie, ansiedeln wollte, hat man frühzeitig den Fremdenverkehr als Erwerbsmöglichkeit erkannt. Der Ursprung geht schon zurück auf das Jahr 1883, als in Bodenmais der Bayerische Wald-Verein gegründet wurde.
Noch am Tag der sogenannten Machtergreifung 30. Januar 1933, wurde in Bodenmais die Hakenkreuzfahne gehisst. Schneller als in vielen anderen Regionen des Deutschen Reiches wurde der amtierende Bürgermeister durch einen Vertreter der NSDAP ersetzt.
Die schnelle Radikalisierung der Bodenmaiser zeigte sich auch daran, dass es bereits am 8. Januar 1937, also fast 2 Jahre vor der Kristallnacht, zu einem potentiellen Pogrom an der jüdischen Bevölkerung kam. Der Bürgermeister hatte über den Bodenmaiser Anzeiger dazu aufgerufen Juden die Beherbergung zu verbieten und mögliche Quartierer hart zu bestrafen. Am Abend betranken sich junge Männer der SA und zogen ohne konkreten Aufruf los, um die Gasthäuser des Ortes zu kontrollieren. Schnell bildete sich ein größerer wütender Mob. Hauptsächlich jüngere Knaben führten die Kontrollen durch. Man wollte auch eine vermeintliche jüdische Gemeinde niederbrennen, jedoch unterlag man einem Irrtum und musste das Vorhaben abbrechen. Am nächsten Morgen war klar, dass es weder eine jüdische Gemeinde noch einen einzigen Juden in Bodenmais gab.
Am 1. September 1941 kam es vor dem Schulgebäude zum Konflikt, als sich Einwohnerinnen gegen den Kreuzerlass der Nationalsozialisten auflehnten. In den Sommerferien waren die Kreuze in der Schule abgehängt worden. Vor allem die Mütter brachten am ersten Schultag persönlich ihre Kinder zur Schule und untersagten ihnen das Gebäude zu betreten, solange die Kreuze nicht wieder aufgehängt würden. Nach Eintreffen des Kreisleiters, welcher Ida Geiger als Rädelsführerin verhaften lassen wollte, eskalierte die Lage. Es kam zum Handgemenge der etwa 200 Frauen mit der Gendarmerie. Am 21. Oktober wurden die Kreuze wieder aufgehängt. Ida Geiger musste bis zum Kriegsende Verhöre ertragen.
Am 24. April 1945 kapitulierte Bodenmais kampflos vor dem XII. US-Korps sowie der 90. Infanterie-Division. Die 11. Panzerdivision nutzte am gleichen Tag den Ort nur als Durchfahrt Richtung Passau. Die Ortschaft hatte den Amerikanern nahezu nichts entgegenzusetzen, da die verbliebenen Soldaten bereits am 20. April 1945 nach Passau abgezogen worden waren. Der Volkssturm war schlecht ausgerüstet und sollte mit Axt und Mistgabel kämpfen. An den Zugangsstraßen wurden zwar Panzersperren aus umgeschlagenen Bäumen installiert, aber bei Eintreffen der Amerikaner von den Bewohnern selbst zurückgebaut. Eventuell kam es am kleinen Arbersee, welcher in Hörweite liegt, zu kleineren Scharmützeln, welche aber nicht schriftlich festgehalten wurden.
1945 wurde Bodenmais zum Luftkurort erklärt und 1958 zum Markt erhoben. 1962 begann man mit dem Bau eines beheizten Freibades, 1967 erfolgte der Kurhausbau, und 1972 konnte das Hallenbad in Betrieb genommen werden.
Im Juni 1976 kam es im Ort auf Initiative des US-Außenministers Henry Kissinger zu einem Treffen mit Südafrikas Staatspräsidenten Balthazar Vorster. In dessen Begleitung befand sich u. a. der Außenminister Hilgard Muller, Außenstaatssekretär Brand Fourie und der Chef von BOSS, Hendrik Van den Bergh. Während regionale Vertreter das Ereignis positiv bewerteten, befürchtete der damalige Bundeskanzler in der internationalen Wahrnehmung eine Beeinträchtigung der neu ausgerichteten deutschen Afrikapolitik.
1989 erfolgte die Fertigstellung des neuen Rathauses mit Kurverwaltung, der Tiefgarage und des Kurparks. Als Abschluss der Bemühungen des Ortes im touristischen Bereich erhielt er im Dezember 1992 das Prädikat „Heilklimatischer Kurort“.

### Einwohnerentwicklung
Genaue Zahlen vor 1820 lassen sich nicht finden:
- 1613 bricht in Bodenmais die Pest aus, welcher sämtliche Bergmänner zum Opfer fallen.
- 1639 kommt es zu größeren Fluchtbewegungen als der Dreißigjährige Krieg Bodenmais erreicht.
- 1742 sind 4000 schwedische Soldaten wegen des Österreichischen Erbfolgekrieges in Bodenmais stationiert. Die Zahl soll das 8-fache der Einwohnerzahl sein.
- 1772 sterben 81 Personen an einer Missernte und der folgenden Hungersnot.[20]
- 1817 kommt es in Folge des Goldrausches zu Bodenmais zum ersten größeren Bevölkerungsanstieg.

| Jahr | Einwohner |
| ---- | --------- |
| 1820 | 1176      |
| 1860 | 1574      |
| 1870 | 1838      |
| 1885 | 1836      |
| 1900 | 2048      |
| 1910 | 2239      |
| 1919 | 2592      |
| 1925 | 2677      |
| 1930 | 2860      |
| 1940 | 3075      |
| 1945 | 3998      |
| 1961 | 3367      |
| 1970 | 3291      |
| 1987 | 3331      |
| 1991 | 3503      |
| 1995 | 3504      |
| 2000 | 3466      |
| 2005 | 3335      |
| 2010 | 3338      |
| 2015 | 3397      |
| 2020 | 3559      |
| 2025 | 3673      |

Bis 1945 gab es einen kontinuierlichen Bevölkerungsanstieg. Die hohe Zahl bei Kriegsende erklärt sich durch Geflüchtete hauptsächlich aus dem Sudetenland, Elsaß-Lothringen und Hamburg. Zwischen 1988 und 2018 wuchs der Markt von 3360 auf 3562 um 202 Einwohner bzw. um 6 %.

## Politik

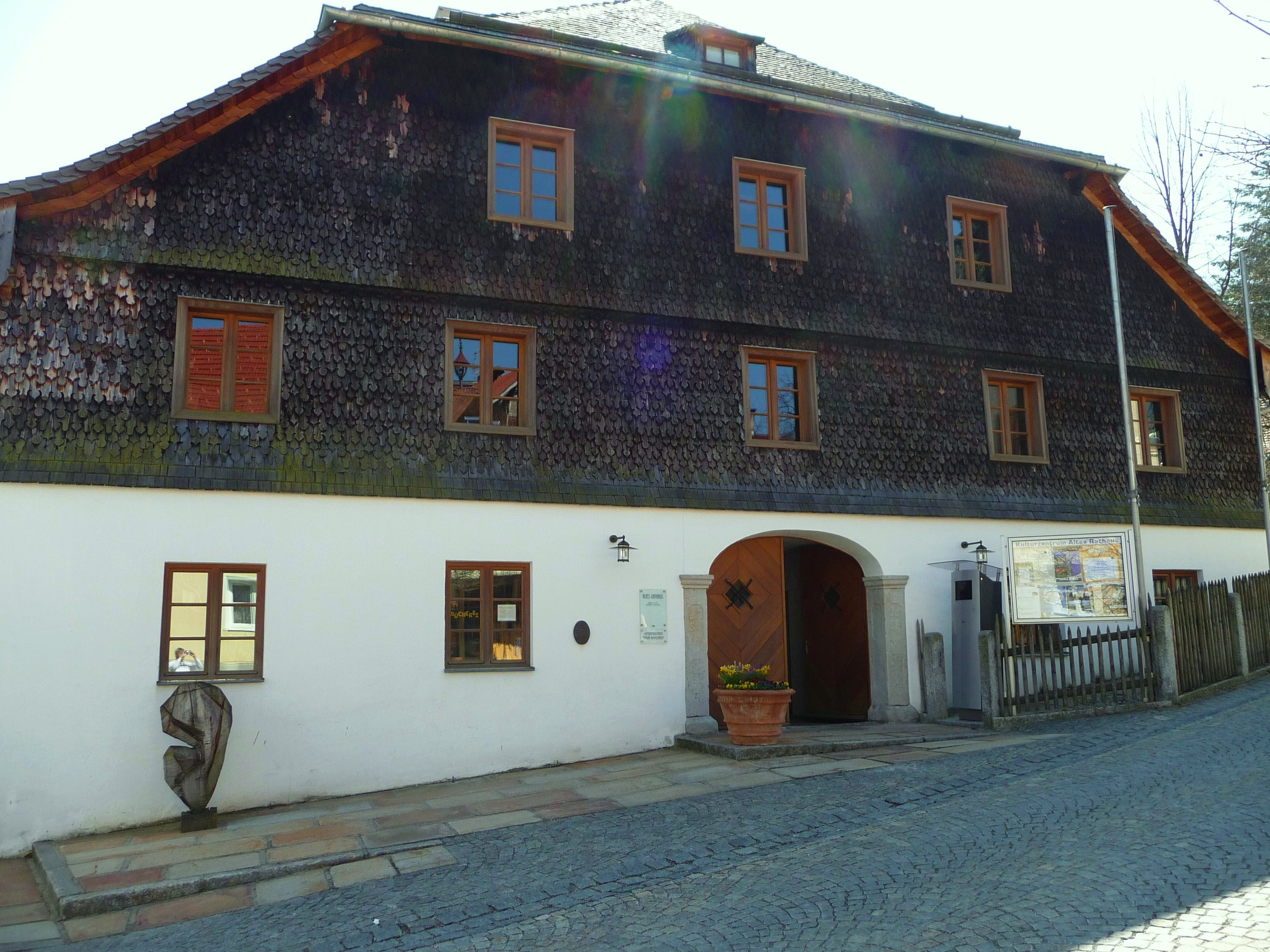
Kulturzentrum Altes Rathaus

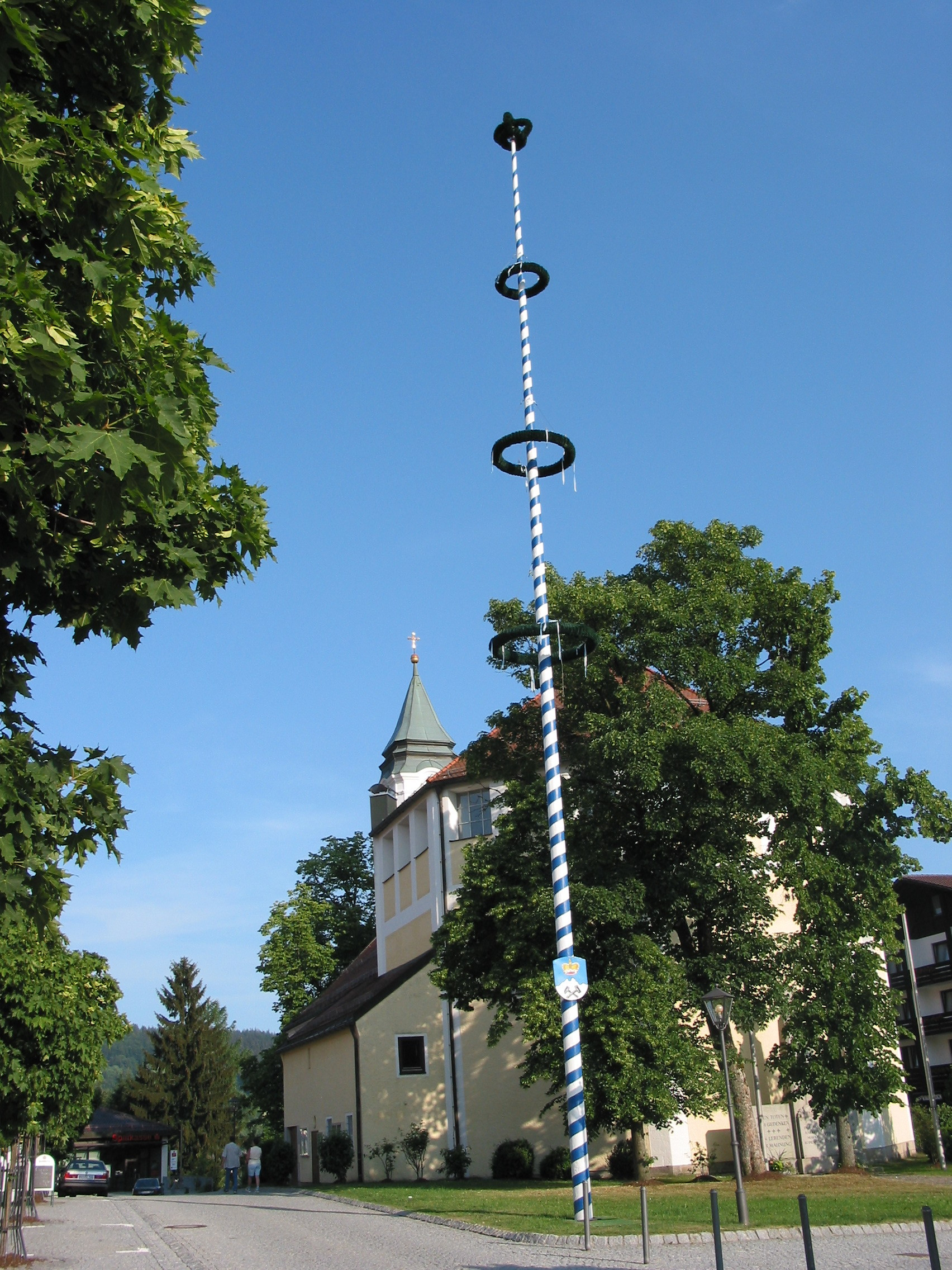
Marktplatz in Bodenmais

### Marktgemeinderat
Die Kommunalwahlen vom 15. März 2020 und frühere ergaben folgende Sitzverteilungen:
| Jahr | CSU | Freie Wähler | SPD | Gesamt |
| ---- | --- | ------------ | --- | ------ |
| 2008 | 7   | 4            | 5   | 16     |
| 2014 | 7   | 5            | 4   | 16     |
| 2020 | 7   | 6            | 3   | 16     |

### Ortsvorsteher
- 1822 bis 1825 Georg Saller
- 1825 bis 1830 Joseph Stern
- 1830 bis 1833 Xaver Morsak
- 1833 bis 1839 Adam Fritz
- 1839 bis 1842 Anton Bauer
- 1842 bis 1845 Adam Fritz
- 1845 bis 1848 Xaver Weikl
- 1848 bis 1849 Georg Koller
- 1849 bis 1852 Georg Weikl
- 1852 bis 1854 Franz Achatz
- 1854 bis 1857 Wolfgang Fink
- 1857 bis 1860 Mathias Weikl
- 1860 bis 1863 Georg Geiger
- 1863 bis 1866 Michael Zistler
- 1866 bis 1869 Georg Bledl

### Bürgermeister
- 1869 bis 1875 Franz Joseph Schweikl
- 1875 bis 1881 Georg Haller
- 1881 bis 1887 Josef Weikl
- 1887 bis 1899 Michael „Schneck“ Wölfl
- 1899 bis 1917 Michael Hofbauer
- 1917 bis 1919 Joseph Schellinger
- 1919 bis 1933: Josef Weikl
- 1933 bis 1945: Josef Eberhardt (NSDAP)
- 1945: Josef Weikl
- 1946 bis 1948: Johann Gürster (CSU)
- 1948 bis 1952: Josef Weikl (parteilos, SPD gestützt)
- 1952 bis 1956: Leopold Fleischmann (parteilos, SPD und Bayernpartei gestützt)[23]
- 1956 bis 1990: Siegfried Weikl (CSU)
- 1990 bis 2008: Fritz Wühr (CSU)
- 2008 bis 2012: Michael Adam (SPD)
- 2012 bis 2024: Joachim Haller (CSU)
- seit März 2024: Michael Adam (SPD)

### Finanzen
Die Gemeinde hatte im Jahr 2017 6,999 Millionen Euro Schulden. Im Jahr 2014 betrugen die Lohn- und Einkommensteuer der Bürger der Gemeinde 6,830 Millionen Euro, und es wurden 127,672 Millionen Euro Umsatz erwirtschaftet.

### Wappen
| Wappen von Bodenmais | Blasonierung: „Geteilt durch den Umriss des Silberbergs in Blau und Silber; oben der goldene Kurhut mit silbernem Hermelinbesatz, unten gekreuzt ein schwarzer Schlägel und ein schwarzer Bergmannshammer.“ |
| Wappen von Bodenmais | Wappenbegründung: Der Silberberg und die gekreuzten Bergmannswerkzeuge, das sog. Gezähe, erinnern an die reichen Bodenschätze (Eisenerze, Silber, Schwefel- und Magnetkies) und die Jahrhunderte lange Bergbautradition, die große wirtschaftliche Bedeutung für die Gemeinde hatte. Bodenmais ist wahrscheinlich schon 1242 in den Besitz der Wittelsbacher gelangt. Um 1300 ist ein Goldwerk nachweisbar, seit dem 14. Jahrhundert bestand ein Eisen- und Hammerwerk, später wird vor allem Polierrot für die Glasschleiferei erzeugt. Silber und Blau sind die Farben der wittelsbachischen Landesherren, die den Abbau der Bodenschätze förderten; 1522 wurde Bodenmais (wie Lam) gefreite Bergstadt; die Berggenossen erhielten einen Freiheitsbrief, der ihnen viele Sonderrechte sicherte sowie die freie Wahl der Bürgermeister, Richter und Räte und die Abhaltung von Märkten gestattete. Der Kurhut versinnbildlicht den Status der Gemeinde als kurfürstliche Hofmark und als unmittelbares kurfürstliches Kammergut seit 1697. Im 18. Jahrhundert kamen alle Bergwerksanteile in landesherrlichen Besitz. Aufgrund eines Beschlusses des Gemeinderates und Zustimmung des Staatsministeriums des Innern, belegt durch Ministerialentschließung vom 4. Februar 1959, führt die Gemeinde Bodenmais das Wappen. |

## Kultur und Sehenswürdigkeiten

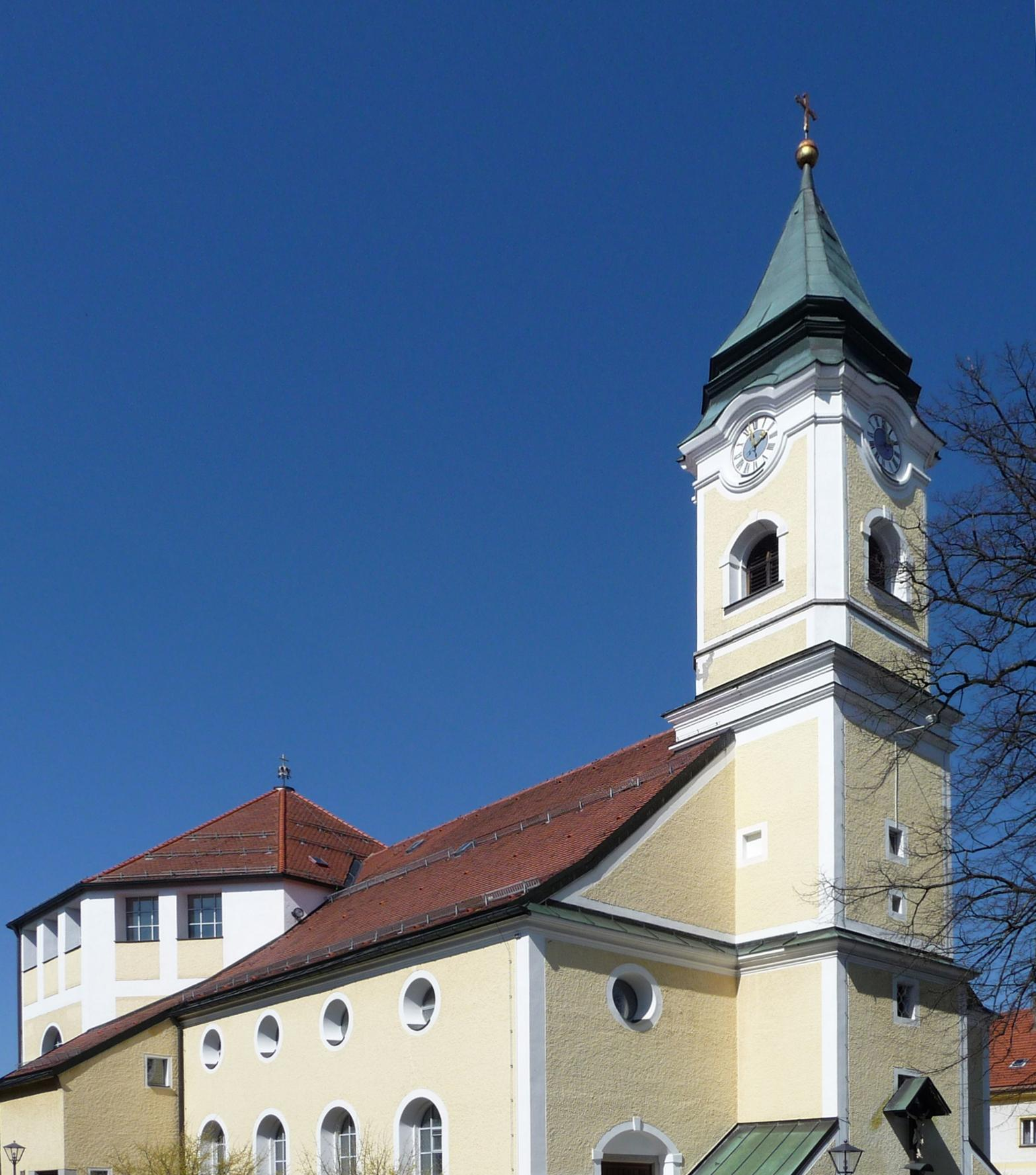
Katholische Pfarrkirche Mariä Himmelfahrt

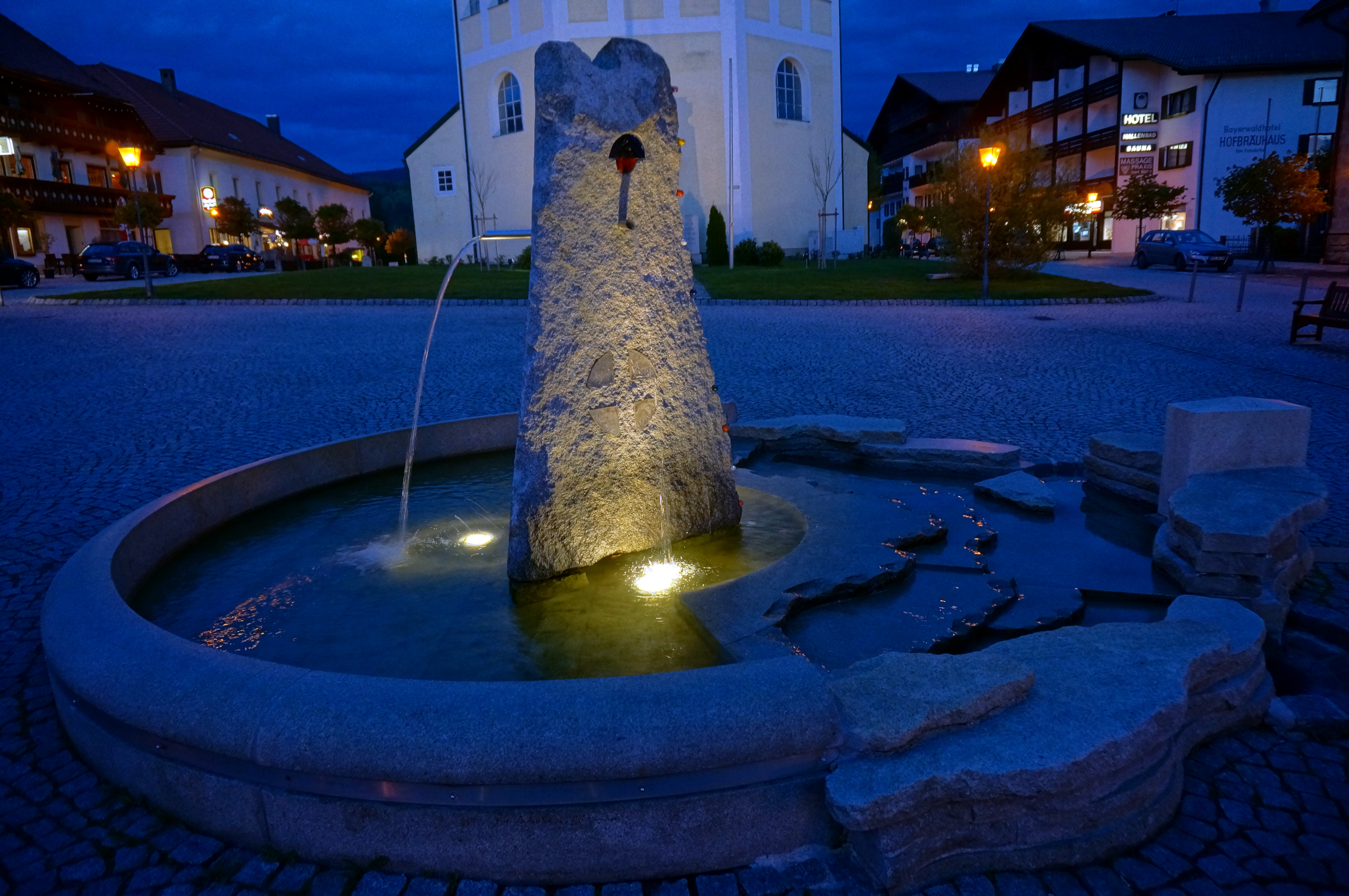
Marktplatzbrunnen

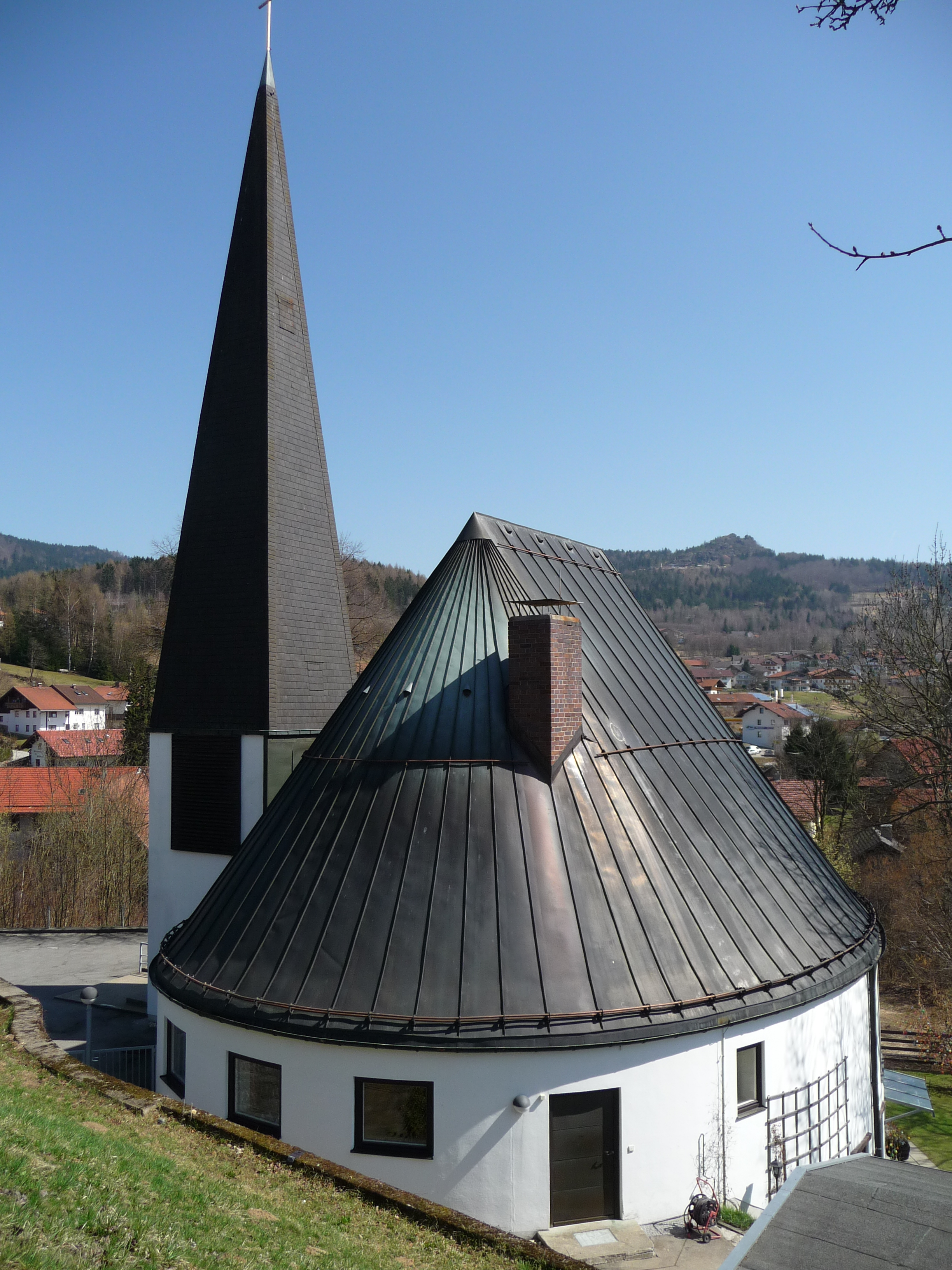
Evangelische St. Johanneskirche mit eiförmigem Kirchenschiff

- Katholische Pfarrkirche: Die Bodenmaiser Kirche wurde 1804/05 in der Mitte des Marktplatzes in Richtung des Silberbergs erbaut. 1955/56 wurde sie durch den Anbau eines Oktogons erweitert. Den Altar schmückt eine Nachbildung des Gnadenbildes von Loreto (ein Geschenk des Kurfürsten), das bereits am 16. Juni 1705 (Namenstag des Heiligen Benno) in einer feierlichen Prozession von Maisried (Böbrach) nach Bodenmais getragen wurde. Zur Erinnerung findet jedes Jahr ein „Umgang“ mit fünftägigem Volksfest statt, bei dem das Gnadenbild mitgetragen wird.
- Historisches Besucherbergwerk am Silberberg: Seit 1962 steht das Silberbergwerk interessierten Besuchern als Schaubergwerk offen. 1998 erwarben sechs ehemals im Bergwerk Beschäftigte das Werk mit den dazugehörenden Liegenschaften und betreiben es seither als Besucherbergwerk.
- Riederinfelsen mit keltischen Opferschalen.[25]
- Rißlochwasserälle: mit einer maximalen Fallhöhe von 15 Metern sind sie die höchsten Wasserfälle auf der bayrischen Seite des Böhmerwaldes.[26]
- Mehrere Glasbläsereien: Die größte und bekannteste ist die Joska-Glasbläserei, die unter anderem Pokale für den Wintersport herstellt.
- Altes Rathaus mit Sonderausstellung über die Geschichte des Bergbaus und der Vitriolhütte am Silberberg sowie mit Ausstellung über den Sänger Bernd Weikl.[27][28]

## Statistik
Es gab 2023 insgesamt 1712 sozialversicherungspflichtig Beschäftigte am Arbeitsort, davon im produzierenden Gewerbe 445, Bereich Handel, Verkehr und Gastgewerbe 740, sowie bei Unternehmensdienstleistern 85. Digitales sowie Prostitution mit jeweils nur 3 bilden hierbei das Schlusslicht. Sozialversicherungspflichtig Beschäftigte am Wohnort gab es insgesamt 1312. Damit war die Zahl der Einpendler um 310 höher als die der Auspendler. Im Bauhauptgewerbe gab es im gleichen Jahr vier Betriebe mit 44 Mitarbeitern. 2016 gab es 15 landwirtschaftliche Betriebe (davon acht Tierhalter); landwirtschaftlich genutzt war eine Fläche von 301 ha, davon 279 ha Dauergrünland.

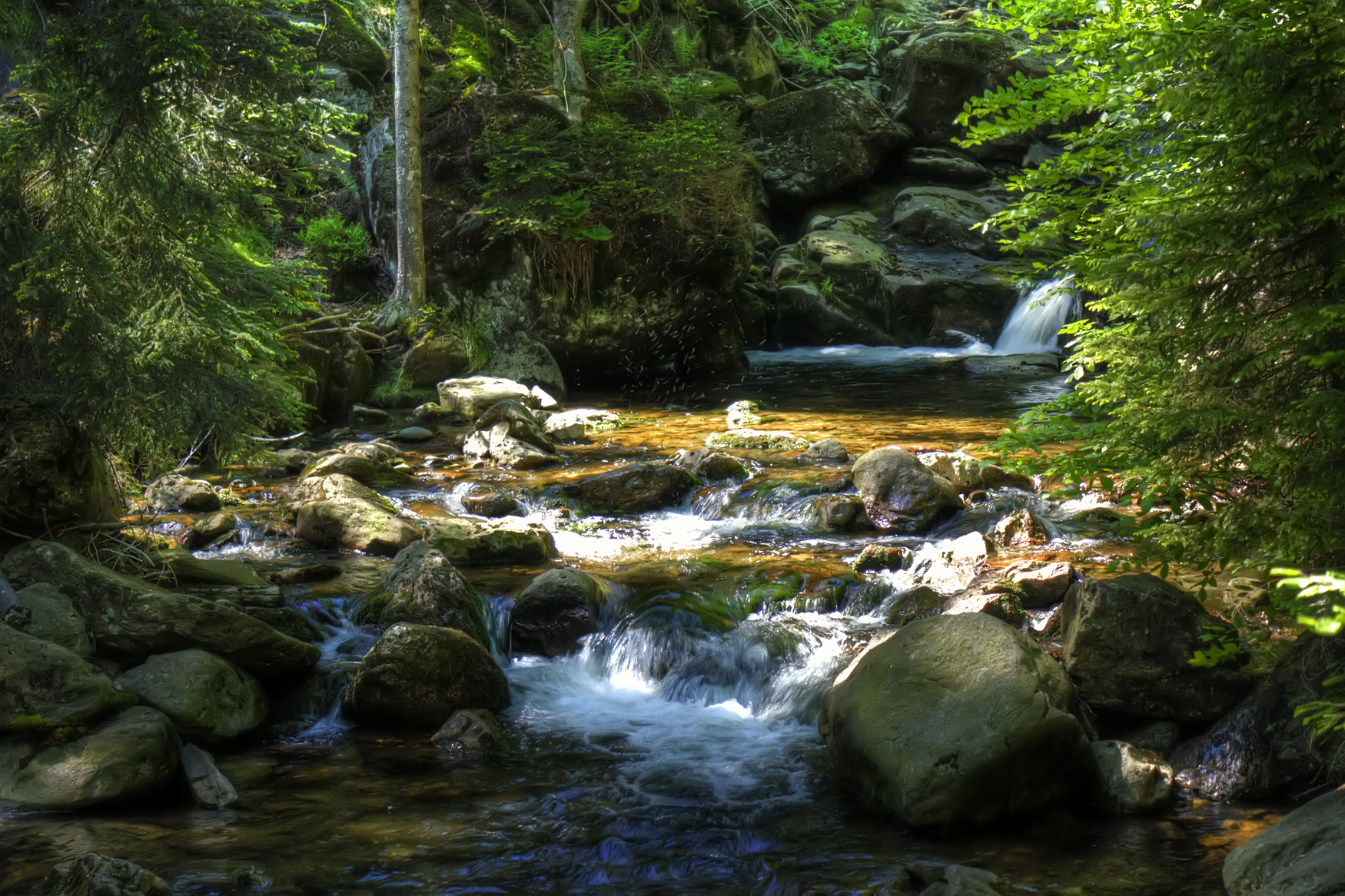
Der Riesbach nahe Bodenmais

Zur Förderung der Tourismus wurde Mitte 2007 von der Marktgemeinde Bodenmais und dem Verein Wirtschaft und Tourismus die Bodenmais Tourismus und Marketing GmbH (BTM) gegründet. 60 % der Geschäftsanteile liegen bei der Gemeinde, 40 % beim Verein. Geschäftsführer der BTM wurde Andreas Lambeck. Das Geschäftsvolumen des Unternehmens lag im Jahr 2009 bei 2,6 Millionen Euro. Im Jahr 2010 lagen die Einnahmen der BTM bei rund 3,4 Millionen Euro.

## Übernachtungszahlen
Im Juni 2017 waren 126 Übernachtungsbetriebe mit 4.427 Gästebetten geöffnet. Die Zahl der Gästeankünfte betrug 152.657, und es wurden 728.320 Übernachtungen registriert; die durchschnittliche Verweildauer waren 4,8 Tage. Bodenmais ist damit der führende Tourismusort im Landkreis Regen mit einem Anteil von 30,5 % an den Gästeankünften und 34,3 % an den Übernachtungen.
| Jahr | Gästeankünfte | Übernachtungszahlen | Übernachtungen/Gast |
| ---- | ------------- | ------------------- | ------------------- |
| 1995 | 108.921       | 995.505             | 9,1                 |
| 2000 | 110.282       | 854.880             | 7,8                 |
| 2005 | 101.057       | 708.672             | 7,0                 |
| 2010 | 147.895       | 865.120             | 5,9                 |
| 2011 | 145.138       | 839.449             | 5,8                 |
| 2012 | 147.468       | 839.825             | 5,7                 |
| 2013 | 150.561       | 824.031             | 5,5                 |
| 2014 | 143.104       | 752.871             | 5,3                 |
| 2019 | 155.123       | 802.352             | 5,0                 |
| 2020 | 133.699       | 635.783             | 4,8                 |
| 2021 | 161.436       | 570.461             | 4,66                |
| 2022 | 176.424       | 804.550             | 4,56                |

## Verkehr
Bodenmais ist mit den Staatsstraßen 2132 Bad Kötzting–Zwiesel und 2136 Patersdorf–Bayerisch Eisenstein an das überörtliche Straßennetz angebunden.
Seit 1928 ist Bodenmais Endpunkt der Bahnstrecke aus Zwiesel. Sie wird im Stundentakt von der Länderbahn unter dem Namen Waldbahn befahren. Auf dem Gemeindegebiet befinden sich mit Bodenmais und Böhmhof zwei Haltestellen. Eine durch die Bayerische Eisenbahngesellschaft und der DB Station&Service vorgeschlagene Haltestelle Bodenmais Süd wurde vom Marktrat abgelehnt.
Außerdem verkehren hier Buslinien der Unternehmen RBO und Wenzl.
Neben den Haustarifen der Verkehrsbetriebe gilt auf oben genannten Bus- und Bahnlinien das Bayerwald-Ticket als Tagesticket für die Landkreise Regen, Freyung-Grafenau und Teile des Landkreises Cham. Seit dem 1. Dezember 2015 werden Kurkarten der Gemeinde als Gästeservice-Umweltticket (GUTi) in den Bus- und Bahnlinien obiger Landkreise anerkannt.

## Bildung
In Bodenmais gibt es eine Kindertageseinrichtungen Kita St. Barbara. Sowie die Grund- und Mittelschule Bodenmais.

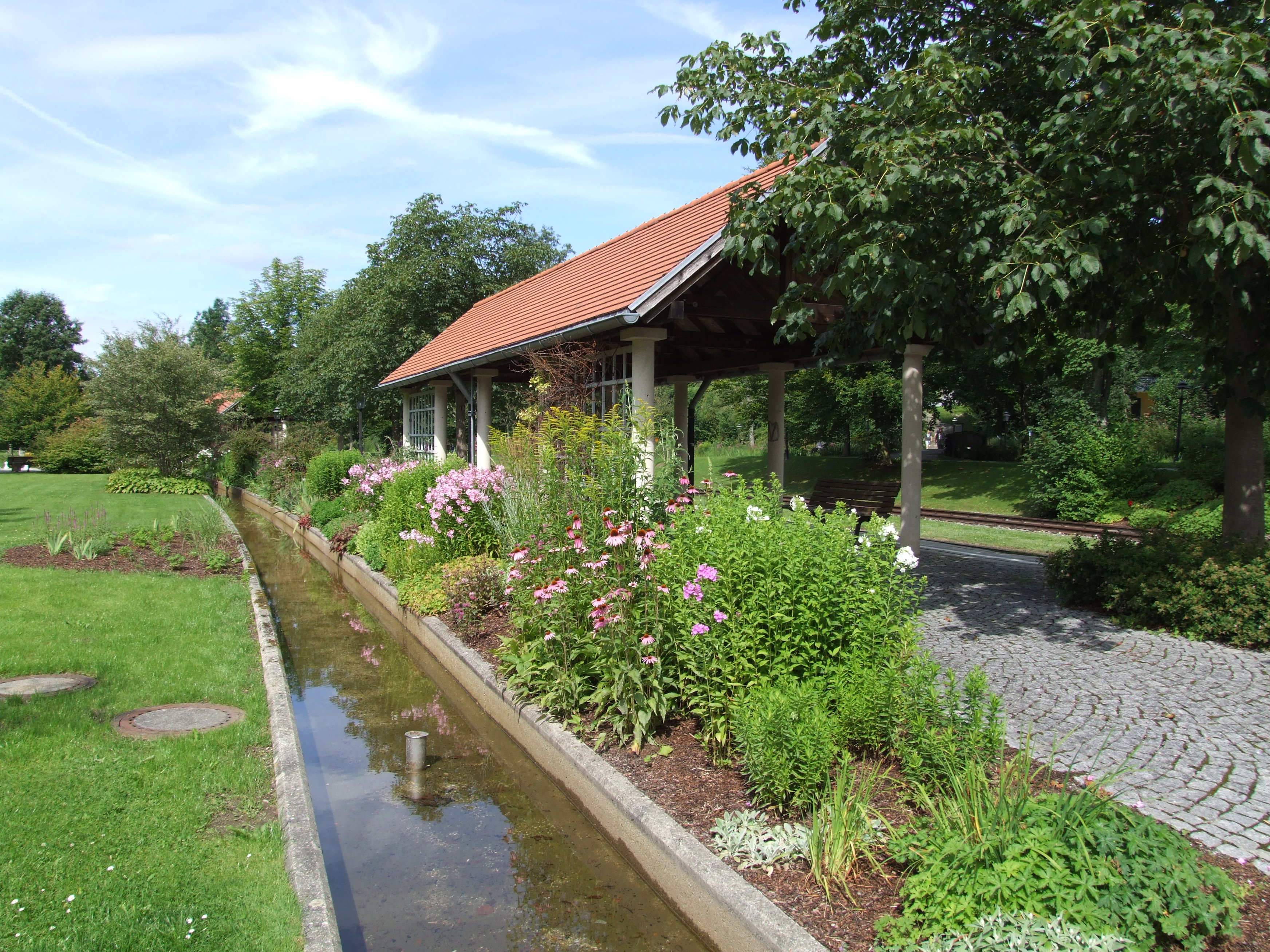
Bahnhof Bodenmais im Kurpark

## Persönlichkeiten
- Franz de Paula Bergmann (1784–1857), Mitbegründer des Eisenkunstgusses in Bayern
- Franz Xaver Nachtmann (1799–1846), Königlicher Hofmaler
- Michael Pius Erdl (1815–1848), Physiologe und Professor
- Bader Joseph (Sepp) (1866–1900), erstes Todesopfer von Treponema Pallidum in Bayern
- Ida Geiger (1898–1959), Aufständische
- Hubert Willeitner (1932–2018), Forstwissenschaftler und Holzbiologe
- Heinz Wölfl (1953–2011), Landrat
- Josef Weikl (* 1954), Fußballprofi